# Salvatore Bocchetti
Salvatore Bocchetti (Nápoly, 1986. november 30.) olasz válogatott labdarúgó, aki jelenleg a Hellas Verona játékosa.

## Pályafutása
Pályafutását az Ascoli csapatánál kezdte. A Serie A-ban a Palermo ellen debütált 2006. december 20-án. Kölcsönjátékosként erősítette a Serie C-ben szereplő Lanciano, majd a 2006–07-es szezon második felében a másodosztályú Frosinone alakulatát.
A 2008–2009-es szezonban a Genoa szerződtette, ahol leginkább belsővédőként kapott szerepet. 
A 2010–2011-es bajnoki idény közben az orosz FK Rubin Kazany tagja lett.

## Válogatott

### Utánpótlás válogatottak
Az olasz U21-es válogatottban 2008 márciusában mutatkozott be. Részt vett a 2008-as Touloni Ifjúsági Tornán, a 2008-as nyári olimpiai játékokon és a 2009-es U21-es labdarúgó-Európa-bajnokságon. Az U21-es válogatottat 2008 és 2009 között erősítette, 10 mérkőzésen egyetlen gólt sem szerezve.

### Felnőttválogatott
A felnőttválogatottban 2009. március 22-én kapott először meghívót két világbajnoki selejtezőre, de egyiken sem kapott szerepet. Bemutatkozására így 2009. augusztus 12-én került sor egy Svájc elleni mérkőzésen. Tagja volt a 2010-es labdarúgó-világbajnokságon részt vevő olasz válogatott keretének.

## Sikerei, díjai
- Rubin Kazany
  - Orosz kupa: 2011–12
  - Orosz szuperkupa: 2012
- Szpartak Moszkva:
  - Orosz bajnok: 2017